# Ga Toyohira-Kōen
Ga Toyohira-Kōen (豊平公園駅 Toyohirakōen-eki) là nhà ga tàu điện ngầm nằm ở Toyohira, Sapporo, Hokkaidō, Nhật Bản. Nhà ga được đánh số H11. Tên gọi của nhà ga được đặt theo tên của công viên Toyohira, nằm ở nhà ga.

## Bố trí ga
| G                                     | Mặt đất                                   | Lối vào/Lối ra                      |
| Sân ga                                | Sân ga 1                                  | đi H12 Misono (Hướng đi Fukuzumi) → |
| Sân ga đảo, cửa sẽ mở ở bên trái/phải |                                           |                                     |
| Sân ga 2                              | ← đi H10 Gakuen-Mae (Hướng đi Sakaemachi) |                                     |

## Lịch sử
- 14 tháng 10 năm 1994: Nhà ga mở cửa cùng với thời điểm mở rộng Tuyến Tōhō từ Hōsui-Susukino đến Fukuzumi.[1]
- Tháng 2 năm 2000: Hoàn thành việc xây dựng lối đi ngầm nối trực tiếp giữa nhà ga với Hokkai Kitayell.
- 2 tháng 10 năm 2016: Cửa chắn sân ga được lắp đặt và đưa vào sử dụng.

## Xung quanh nhà ga
- Quốc lộ 36 (đến Muroran)
- Công viên Toyohira
- Hokkai Kitayell (kết nối trực tiếp với nhà ga thông qua một lối đi ngầm)

## Thống kê lượng hành khách
Theo Cục Giao thông vận tải Thành phố Sapporo, số lượng hành khách trung bình mỗi ngày trong năm tài chính 2020 là 3.977.
Số lượng hành khách trung bình mỗi ngày trong những năm gần đây như sau.
| Năm  | Lượng hành khách trung bình mỗi ngày | Nguồn |
| ---- | ------------------------------------ | ----- |
| 2003 | 4,067                                | [ 2 ] |
| 2004 | 3,977                                | [ 2 ] |
| 2005 | 4,118                                | [ 2 ] |
| 2006 | 4,388                                | [ 2 ] |
| 2007 | 4,376                                | [ 2 ] |
| 2008 | 4,349                                | [ 2 ] |
| 2009 | 4,351                                | [ 2 ] |
| 2010 | 4,462                                | [ 2 ] |
| 2011 | 4,564                                | [ 2 ] |
| 2012 | 4,810                                | [ 2 ] |
| 2013 | 4,914                                | [ 2 ] |
| 2014 | 5,148                                | [ 3 ] |
| 2015 | 5,291                                | [ 3 ] |
| 2016 | 5,682                                | [ 4 ] |
| 2017 | 5,629                                | [ 4 ] |
| 2018 | 5,724                                | [ 5 ] |
| 2019 | 5,570                                | [ 5 ] |
| 2020 | 3,977                                | [ 6 ] |

## Hình ảnh

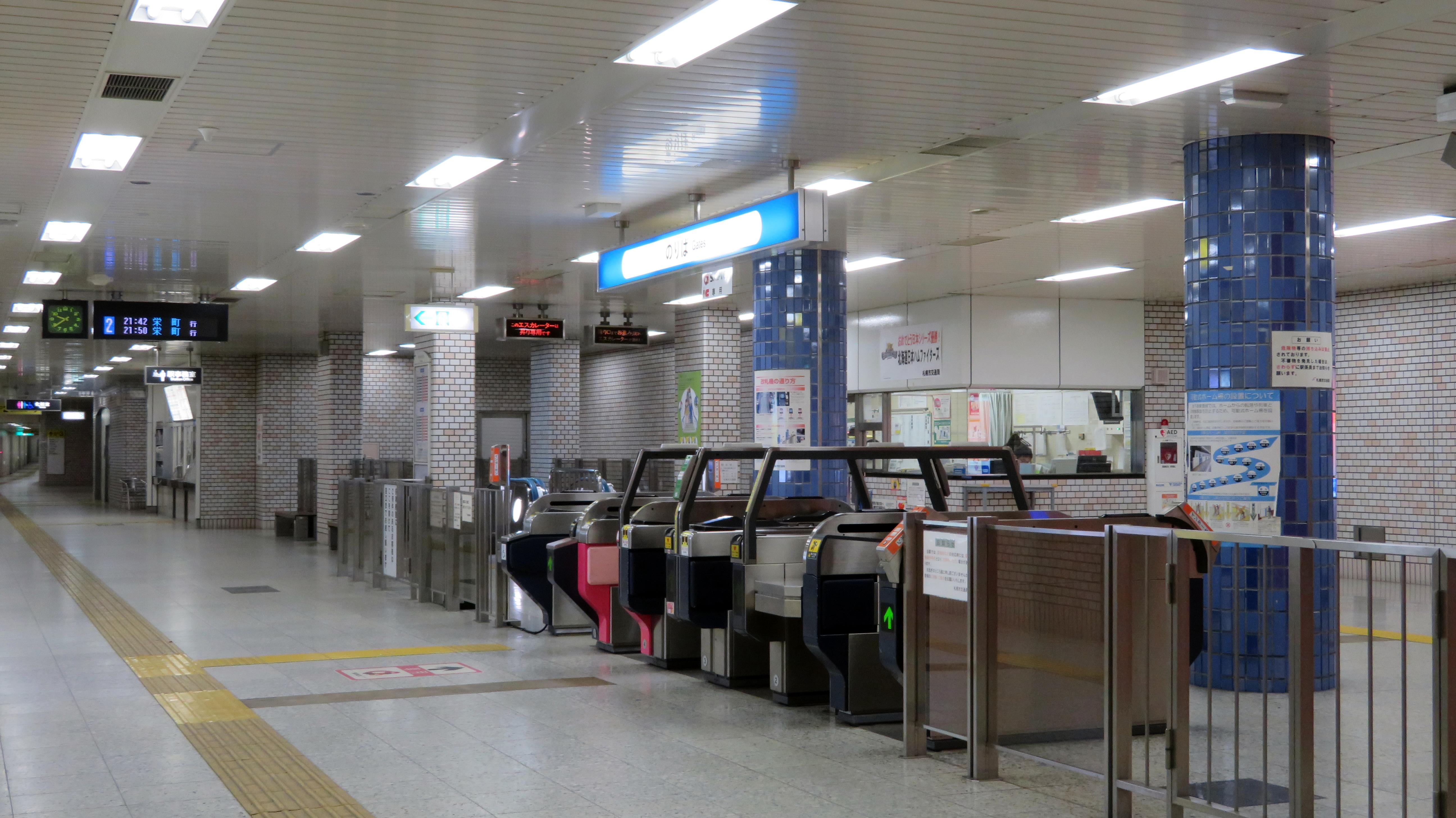
Cổng soát vé
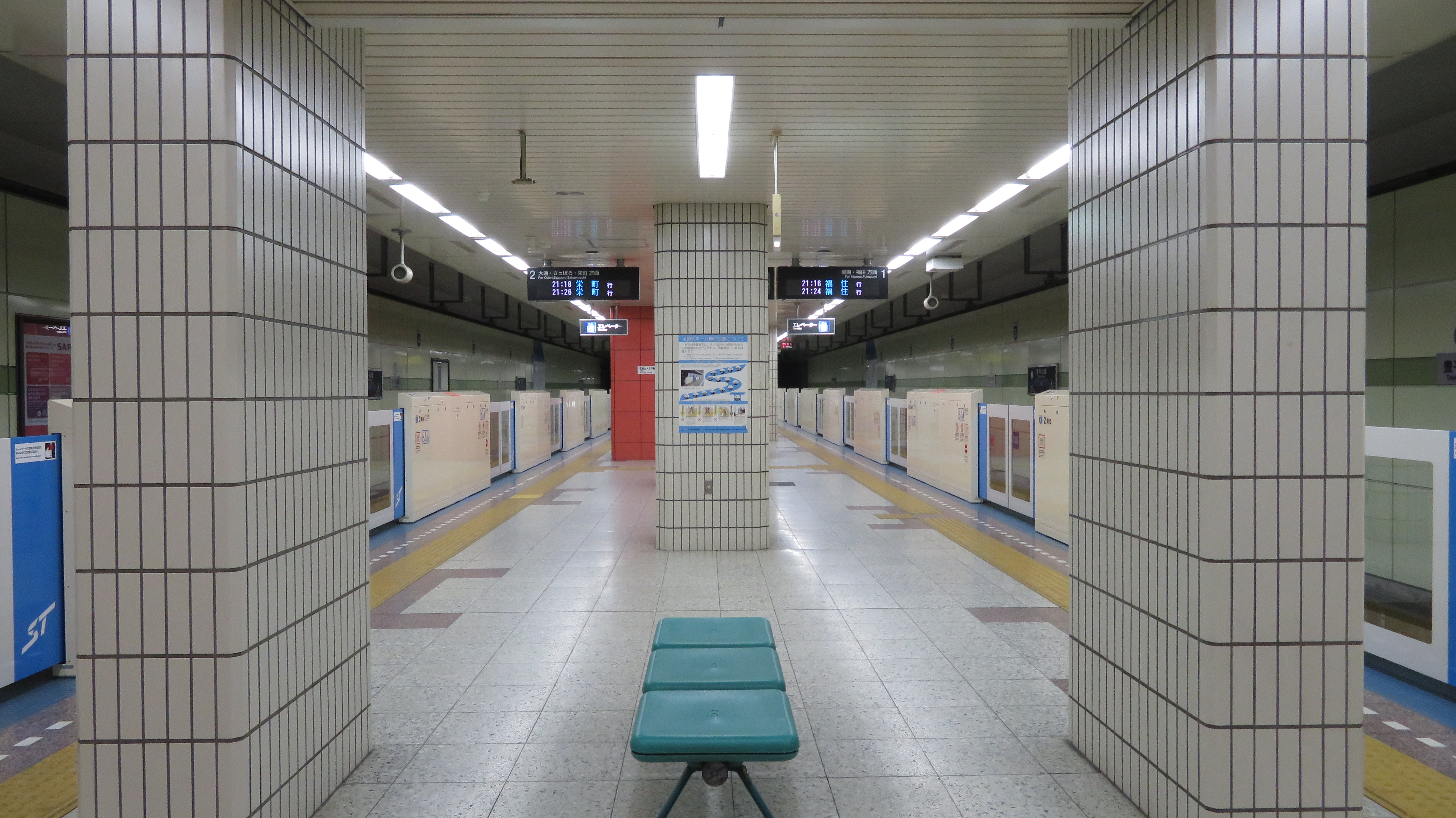
Sân ga
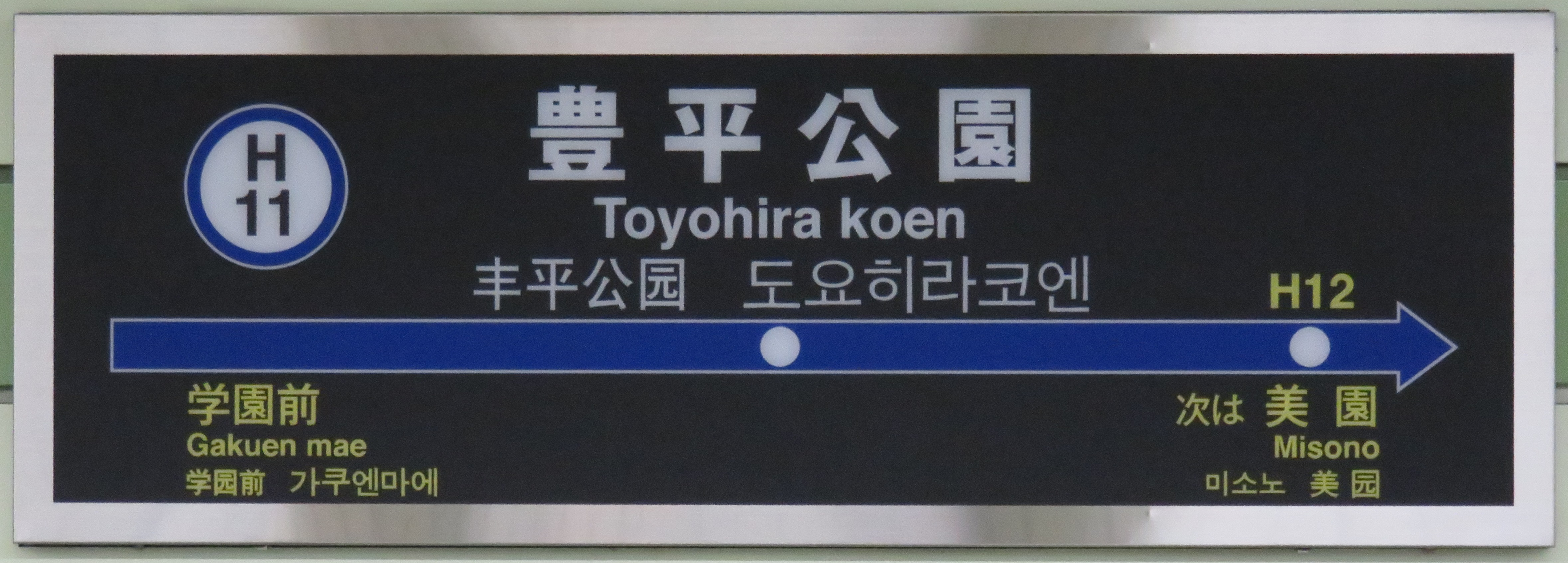
Biển tên của nhà ga